# La Figuera (Tagamanent)
|  | Per a altres significats, vegeu «La Figuera (desambiguació)». |

La Figuera és una masia de Tagamanent (Vallès Oriental) inclosa a l'Inventari del Patrimoni Arquitectònic de Catalunya.

## Descripció
Era una masia essencialment ramadera, ja que la planta baixa era destinada a contenir el bestiar, deixant les altres dependències per ser habitades. Té teulada a doble vessant d'inclinació no gaire pronunciada. A la façana s'obren finestres emmarcades pel carreus de pedra tosca, i porta d'arc de mig punt adovellada. L'edifici consta de planta baixa, pisos i golfes. En un dels angles de la casa hi ha una torreta adossada de secció circular, que neix del segon pis. Al davant hi ha una era de batre petita empedrada de lloses.

## Història
Can Figuera fou utilitzada com hostal, on es van aplegar figures de la intel·lectualitat catalana com ara el poeta Joan Maragall, els mestres Lluís Millet i Amadeu Vives, fundadors de l'Orfeó Català, l'arquitecte i escriptor Josep Pijoan i el pintor Santiago Rusiñol, entre d'altres.